# Club Inter de Tijuana
Il Club Inter de Tijuana è stata una società calcistica messicana con sede a Tijuana.

## Storia
Il club fu fondato nel 1989 quando venne acquistata la franchigia degli Albinegros de Orizaba, che cambiò sede spostandosi a Tijuana ed assumendo la denominazione Inter de Tijuana.
Alla prima partecipazione nel campionato cadetto andò subito vicino alla promozione in Primera División, perdendo il doppio confronto nella finale di Liguilla contro il León. Nelle tre stagioni seguenti riuscì a classificarsi ancora ai playoff finali arrivando però al massimo in semifinale.
Nel 1994 venne incluso fra i membri della neonata Primera A, la nuova seconda serie del calcio messicano. Per il torneo di Invierno 1996 giocò sotto il nome Tijuana Stars per poi tornare alla denominazione originaria al termine dello stesso. Nel campionato successivo si classificò ultima retrocedendo nella serie inferiore e scomparendo pochi mesi dopo.

## Cronistoria del nome
- Inter de Tijuana: (1989-1997) Nome originario della squadra
- Tijuana Stars: (1996) Nome assunto in occasione del torneo di Invierno 1996